# Coutras

Coutras este o comună în departamentul Gironde din sud-vestul Franței. În 2009 avea o populație de 7.974 de locuitori.

## Evoluția populației
| An        | 1975  | 1982  | 1990  | 1999  | 2006  | 2009  |
| --------- | ----- | ----- | ----- | ----- | ----- | ----- |
| Populație | 6.040 | 6.351 | 6.689 | 7.003 | 7.584 | 7.974 |